# 史蒂夫·古尔达特
史蒂夫·古尔达特（德語：Steve Guerdat，1982年6月10日—），也叫盖尔达，瑞士男子马术运动员，2008年夏季奥林匹克运动会团体场地障碍赛铜牌得主、2012年夏季奥林匹克运动会个人场地障碍赛金牌得主、2024年夏季奥林匹克运动会个人场地障碍赛银牌得主。